# Acrasea
Acrasea је класа протиста неправилног изгледа тела (саркодина), које у току животног циклуса подсећају на амебе или на гљиве. У ранијим класификацијама гљива, класи Acrasea одговарају, у оквиру „слузавих гљива":
1. раздео Acrasiomycota,
2. поткласа Acrasidae, или
3. класа .

## Карактеристике
Класа обухвата слободноживеће целуларне (псеудоплазмодијалне) „слузаве гљиве", чија је заједничка карактеристика агреговање независних амебоидних ћелија (организама) у неповољним животним условима ради формирања вишећелијских спорононосних тела (спорокарпа, сорокарпа). Ћелије не фузионишу приликом стварања псеудоплазмодије. Споре настају асексуалним путем.

## Екологија
Ови организми се хране хетеротрофно, бактеријама, у слатким водама, земљишту, на трулим биљкама и животињском измету.

## Систематика
Класа Acrasea обухвата један ред, Acrasida. Цела класа је полифилетска, укључује групе које, према савременим схватањима, припадају различитим царствима:
- родови Fonticula, Copromyxa и Copromyxella се налазе унутар амеба (Amoebozoa, Eumycetozoa), а
- фамилије Acrasidae, Gruberellidae и Guttulinopsidae унутар царства екскаватних протиста (Excavata, Acrasidae).

У савременим системима класификације протиста, класа Acrasea не постоји.